# Cryptops bokumensis
Cryptops bokumensis är en mångfotingart som beskrevs av Kraus 1958. Cryptops bokumensis ingår i släktet Cryptops och familjen Cryptopidae. Inga underarter finns listade i Catalogue of Life.